# Zou Shiming
Zou Shiming (en chino: 邹市明; Suiyang, 18 de mayo de 1981) es un deportista chino que compite en boxeo.
Participó en tres Juegos Olímpicos de Verano, obteniendo tres medallas, bronce en Atenas 2004, oro en Londres 2012 y oro en Río de Janeiro 2016, en el peso minimosca. Ganó cuatro medallas en el Campeonato Mundial de Boxeo Aficionado entre los años 2003 y 2011.
En junio de 2013 disputó su primera pelea como profesional. En julio de 2014 conquistó el título internacional de la OMB de la categoría de peso mosca. En su carrera profesional tuvo en total 11 combates, con un registro de 9 victorias y 2 derrotas

## Palmarés internacional
| Juegos Olímpicos   | Juegos Olímpicos         | Juegos Olímpicos  | Juegos Olímpicos |
| Año                | Lugar                    | Medalla           | Categoría        |
| ------------------ | ------------------------ | ----------------- | ---------------- |
| 2004               | Atenas (Grecia)          | Medalla de bronce | 48 kg            |
| 2008               | Pekín (China)            | Medalla de oro    | 48 kg            |
| 2012               | Londres (Reino Unido)    | Medalla de oro    | 49 kg            |
| Campeonato Mundial |                          |                   |                  |
| Año                | Lugar                    | Medalla           | Categoría        |
| 2003               | Bangkok (Tailandia)      | Medalla de plata  | 48 kg            |
| 2005               | Mianyang (China)         | Medalla de oro    | 48 kg            |
| 2007               | Chicago (Estados Unidos) | Medalla de oro    | 48 kg            |
| 2011               | Bakú (Azerbaiyán)        | Medalla de oro    | 49 kg            |